# برپایی کریسمس
برپایی کریسمس یک فیلم کمدی عاشقانه آمریکایی-کانادایی است که توسط پت میلز کارگردانی شده و در سال ۲۰۲۰ پخش شد. این فیلم، اولین فیلم کریسمس با موضوع ال‌جی‌بی‌تی است که توسط لایف‌تایم پخش شده‌است.در این فیلم بازیگرانی همچون الن وونگ، چاد کانل، پدرو میگوئل آرسی ، بلیک لی وپیتر نلسون نقش آفرینی کرده‌اند.

## خلاصه
بن لوئیس در نقش هوگو، وکیل مدافع شهر نیویورک، بازی می‌کند که برای عید کریسمس و ملاقات مادرش کیت (فرن درشر) به خانه می‌آید. او در آن جا با پاتریک، عشق دوران نوجوانی اش روبرو می‌شود. پاتریک که آشکارا همجنسگرا است، خیلی زود متوجه همجنسگرا بودن هوگو می‌شود و بین این دو عشقی به وجود می‌آید…

## تهیه
این فیلم در سال ۲۰۲۰ فیلم در اتاوا و المونت، انتاریو، ضبط شده‌است.

## نقد و بررسی
در یک بررسی جمعی از محصول سال ۲۰۲۰ فیلم‌های کریسمس با موضوع ال‌جی‌بی‌تی، سلان دربارهٔ این فیلم یک بررسی متفاوت ارائه داد، سلا این فیلم را پنیری و «مشتق شده از احتمالاً ۸۰ فیلم تعطیلات مستقیم به تلویزیون» خواند، با این حال انتخاب بازیگران به ویژه زوج اصلی را ستایش کرد.

## پخش
اولین بار این فیلم در تاریخ ۱۲ دسامبر سال ۲۰۲۰ توسط لایف‌تایم در ایالات متحده آمریکا و در ۱۸ دسامبر سال ۲۰۲۰ توسط کانال درام CTV در کانادا پخش شد.